# Ella Purnell
Ella Summer Purnell (nascida em 17 de setembro de 1996) é uma atriz inglesa mais conhecida por seus papéis como Jackie na série dramática Yellowjackets, Jinx na série de televisão animada Arcane da Netflix e Gwyn na série animada da Paramount + / Nickelodeon Star Trek: Prodigy. Ela também é conhecida por seus papéis nos filmes Kick-Ass 2 (2013), Maleficent (2014), Miss Peregrine's Home for Peculiar Children (2016), Churchill (2017) e Army of the Dead (2021).

## Vida
Ella Summer Purnell nasceu na área de Whitechapel de East London em 17 de setembro de 1996 e cresceu em Bethnal Green. Ela frequentou Bethnal Green Montessori, Forest School, a City of London School for Girls e o Young Actors Theatre Islington. Ela também frequentou aulas semanais na Sylvia Young Theatre School, estudando atuação, canto e dança, e foi representada por sua agência de talentos interna.

## Carreira

### Cinema
Em 2008, Purnell venceu centenas de outras garotas por um papel em Oliver! no Theatre Royal de Londres, Drury Lane. No final de seu tempo em Oliver!, ela ganhou o papel de Young Ruth em Never Let Me Go de Mark Romanek – um longa-metragem baseado no livro de Kazuo Ishiguro. Foi lançado em 2010 com críticas positivas. Ela foi então escalada como Kayleigh em Ways to Live Forever]] de Gustavo Ron, adaptado do livro de Sally Nicholls, e como Mia no filme de Juan Carlos Fresnadillo Intruders (2011). Purnell foi nomeado pela Screen International como uma das 10 estrelas britânicas do amanhã. Ela também apareceu na BBC HD Film Short Candy em junho de 2011.
Em 2013, Purnell apareceu no longa-metragem Kick-Ass 2 (2013) como o personagem Dolce. Ela também apareceu como personagem principal no filme independente, WildLike (2014), e como uma versão jovem da personagem Malévola no filme Maleficent (2014) da Disney. Em 2016, Purnell estrelou a adaptação de Tim Burton de Miss Peregrine's Home for Peculiar Children (2016), baseado no romance de mesmo nome, de Ransom Riggs. Em 2017, ela interpretou Mia em Access All Areas. Mais tarde naquele ano, Purnell apareceu no filme de drama histórico Churchill (2017) , interpretando a secretária de Winston Churchill, Helen Garrett.

### Televisão
Em 2018, Purnell apareceu como Hester Argyll na minissérie da BBC Ordeal By Innocence, baseada no livro de Agatha Christie de mesmo nome. Mais tarde naquele ano, Purnell estrelou o papel principal do programa weetbitter da Starz, baseado no romance de Stephanie Danler com o mesmo nome. Ela interpretou Tess, uma jovem ingênua de 22 anos que se muda para Nova York para buscar uma nova vida e se envolve no mundo da boa gastronomia. Foi anunciado em dezembro de 2019 que Starz havia cancelado a série. Em 2020, Purnell interpretou Lady Maria Grey no drama de época Belgravia de Julian Fellowes, co-produzido pela ITV e Epix. Em 2021, ela começou a estrelar como Jackie na série dramática Yellowjackets da Showtime. Mais tarde naquele ano, ela dublou Gwyn na série animada Star Trek: Prodigy e Jinx na animação Arcane da Netflix.

## Vida Pessoal
Desde de 2019, Purnell reside em Los Angeles, Califórnia.

## Filmografia

### Filmes
| Data | Filme                                       | Papel             | Notas         |
| ---- | ------------------------------------------- | ----------------- | ------------- |
| 2010 | Never Let Me Go                             | Jovem Ruth        |               |
| 2010 | Viver para Sempre                           | Kayleigh          |               |
| 2011 | Candy                                       | Candy             | Curta         |
| 2011 | Intrusos                                    | Mia               |               |
| 2013 | Kick-Ass 2                                  | Dolce             |               |
| 2014 | Maleficent                                  | Jovem Malévola    |               |
| 2014 | Wildlike: Coração Selvagem                  | Mackenzie         |               |
| 2016 | The Journey is the Destination              | Amy               |               |
| 2016 | The Legend of Tarzan                        | Jovem Jane Porter | Não Creditada |
| 2016 | Miss Peregrine's Home for Peculiar Children | Emma Bloom        |               |
| 2017 | Churchill                                   | Helen Garrett     |               |
| 2017 | Access All Areas                            | Mia               |               |
| 2018 | UFO - Estamos Sozinhos?                     | Natalie           |               |
| 2021 | Army of the Dead                            | Kate Ward         |               |

### Televisão
| Data            | Série               | Papel           | Notas                              |
| 2018            | Ordeal by Innocence | Hester Argyll   | Minissérie, 3 episódios            |
| 2018 - 2019     | Sweetbitter         | Tess            | Papel principal, 14 episódios      |
| 2020            | Belgravia           | Lady Maria Grey | Minissérie, 6 episódios            |
| 2021 - presente | Star Trek: Prodigy  | Gwyn            | Voz, papel principal, 10 episódios |
| 2021 - presente | Yellowjackets       | Jackie          | Papel principal, 10 episódios      |
| 2021 - presente | Arcane              | Jinx            | Voz, papel principal, 9 episódios  |
| 2024            | Fallout             | Lucy MacLean    | Papel principal, 8 episódios       |

|-
|2024
|Sweetpea
| Rhiannon Lewis
|Papel Principal, 6 episódios
|}
|-

### Vídeo Games
| Data | Jogo                         | Papel | Notas |
| ---- | ---------------------------- | ----- | ----- |
| 2022 | Star Trek Prodigy: Supernova | Gwyn  | Voz   |